# Renault Kiger
La Renault Kiger est un crossover urbain du constructeur automobile français Renault produit en Inde depuis début 2021. Il est destiné aux marchés émergents d'Asie du Sud et du Sud-Est ainsi que d'Afrique australe,,,.

## Présentation

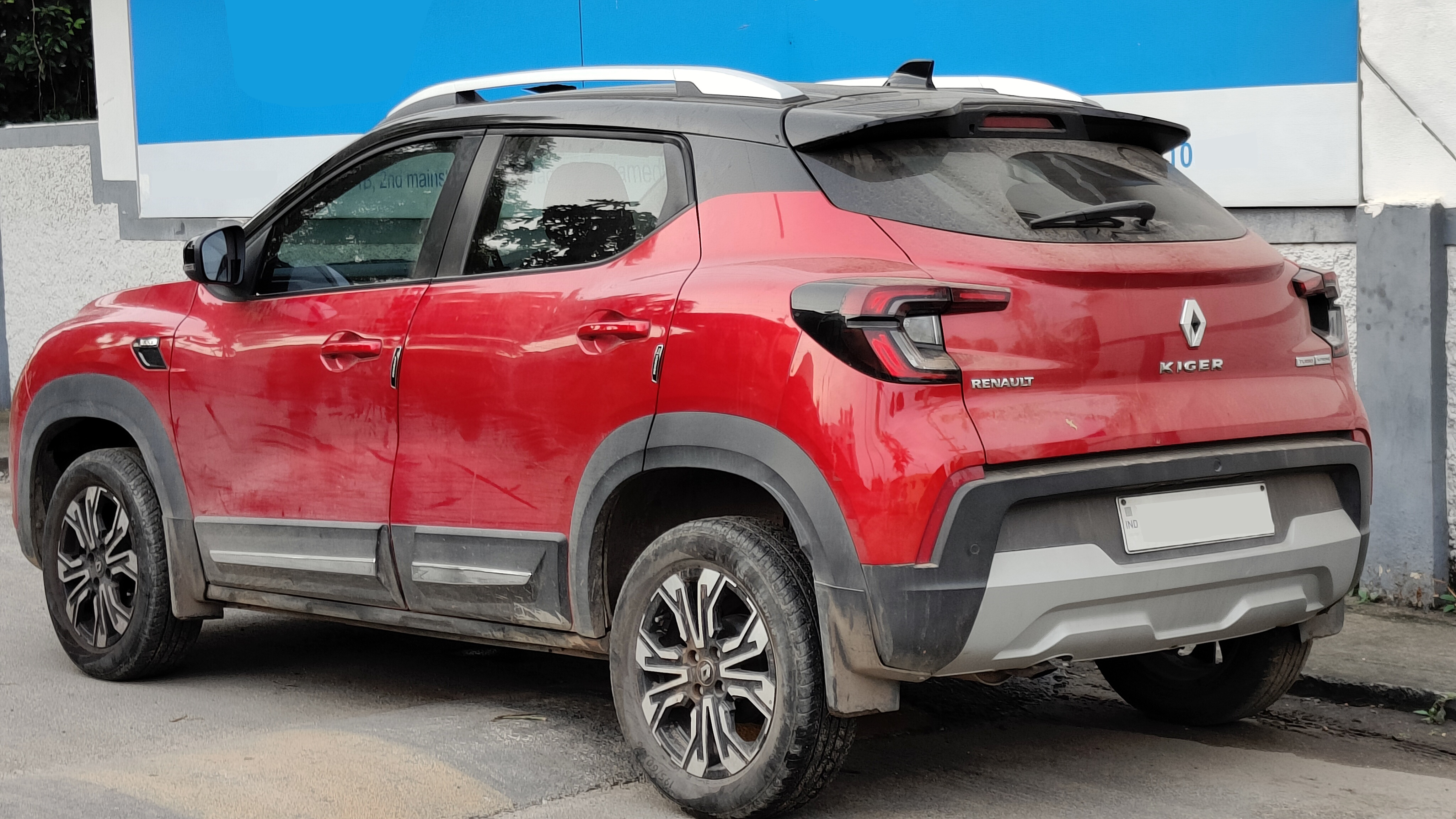

La Renault Kiger est présentée le 28 janvier 2021 en Inde où elle est conçue, produite et commercialisée.

## Caractéristiques techniques
Le SUV urbain repose sur la plateforme technique modulaire CMF-A du Groupe Renault comme le Renault Triber produit et commercialisé aussi en Inde.

### Motorisation
Deux moteurs 3-cylindres essence sont proposés, le premier atmosphérique de 999 cm3 développe 72 ch, couplé à une boite manuelle à 5 vitesses ou une boîte auto Easy-R à 5 rapports, et le second reçoit l'adjonction d'un turbo et affiche une puissance de 100 ch qui peut être associé à la boîte robotisée X-Tronic.

## Finitions
- RXE
- RXL
- RXT
- RXT (O)
- RXZ

## Concept car
La Kiger est préfigurée par le concept car Renault Kiger Concept présenté le 18 novembre 2020 en Inde.